# Banksia elderiana
Banksia elderiana là một loài thực vật có hoa trong họ Quắn hoa. Loài này được F.Muell. & Tate miêu tả khoa học đầu tiên năm 1893.